# 433 (tal)
433 är det naturliga heltal som följer 432 och följs av 434.

## Matematiska egenskaper
- 433 är ett primtal[1].
- 433 är ett polygontal[1].
- 433 är ett udda tal.
- 433 är ett stjärntal.

## Övrigt
- 433 Eros är den  första asteroid upptäckt nära Jorden. Asteroiden har fått sitt namn av guden Eros.